# Kinsey (film)
Kinsey è un film biografico del 2004 scritto e diretto da Bill Condon.

## Trama
Il film narra la vita e le ricerche del sessuologo Alfred Kinsey. Il "rapporto Kinsey" – composto di due volumi: Il comportamento sessuale dell'uomo (1948) e Il comportamento sessuale della donna (1953) – fu una delle prime opere a cercare di analizzare scientificamente il comportamento sessuale e le sue conseguenze (o la loro mancanza) nell'essere umano.

## Distribuzione
È stato distribuito nelle sale cinematografiche statunitensi il 12 novembre 2004. In Italia è uscito il 18 marzo 2005.

## Riconoscimenti
- 2005 - Premio Oscar
  - Candidatura Miglior attrice non protagonista a Laura Linney
- 2005 - Golden Globe
  - Candidatura Miglior film drammatico
  - Candidatura Miglior attore in un film drammatico a Liam Neeson
  - Candidatura Miglior attrice non protagonista a Laura Linney
- 2005 - Screen Actors Guild Awards
  - Candidatura Miglior attrice non protagonista a Laura Linney
- 2004 - Satellite Award
  - Candidatura Miglior film drammatico
  - Candidatura Miglior regia a Bill Condon
  - Candidatura Miglior attore in un film drammatico a Liam Neeson
  - Candidatura Miglior attore non protagonista in un film drammatico a Peter Sarsgaard
  - Candidatura Miglior attrice non protagonista in un film drammatico a Laura Linney
  - Candidatura Miuglior sceneggiatura originale a Bill Condon
- 2004 - National Board of Review Awards
  - Miglior attrice non protagonista a Laura Linney